# Кызылту (Шетский район)
Кызылту (каз. Қызылту) — село в Шетском районе Карагандинской области Казахстана. Входит в состав Тагылинского сельского округа. Код КАТО — 356483300.

## Население
В 1999 году население села составляло 240 человек (110 мужчин и 130 женщин). По данным переписи 2009 года, в селе проживали 132 человека (70 мужчин и 62 женщины).
В советские годы называлось Гульденсин.